# ثيروفانانثابورام
ثيروفانانثابورام التي تُعرف في اللغة الإنجليزية باسم Trivandrum /tr[invalid input: 'i-']ˈvændrəm/، هي عاصمة ولاية كيرالا الهندية ومقر مقاطعة ثيروفانانثابورام. وتقع المدينة على الساحل الغربي من الهند بالقرب من أقصى جنوب البر الرئيس للبلاد. وتتميز المدينة التي يُشار إليها من قِبل المهاتما غاندي (Mahatma Gandhi) باسم "المدينة الهندية الخضراء"، بتضاريسها المتموجة ذات التلال الساحلية المنخفضة والأزقة التجارية المزدحمة. ومع أكثر من 750000 نسمة في المدينة ذاتها، وعدد سكان حوالي 1.68 مليون نسمة عند دمج التجمع الحضري، عندئذٍ تُعتبر ثيروفانانثابورام هي أكبر مدينة والأكثر ازدحامًا في السكان في ولاية كيرالا. وهي مركز تكنولوجيا المعلومات للولاية، مع تمركز أكثر من 80% من خبراء البرمجيات العاملين في الولاية بها.
وتضم المدينة العديد من المكاتب والمؤسسات الحكومية المركزية والولائية. وبصرف النظر عن كونها عصب السياسة في ولاية كيرالا، فإنها تُعتبر أيضًا مركزاً أكاديمياً رئيساً وموطناً للعديد من المؤسسات التعليمية بما في ذلك جامعة كيرالا، وللعديد من المؤسسات العلمية والتكنولوجية، أبرزها مركز فيكرام سارابهاي الفضائي (VSSC) وتكنوبارك والمعهد الهندي لعلوم وتكنولوجيا الفضاء (IIST)، والمعهد الهندي لتكنولوجيا المعلومات والإدارة، كيرالا، المعهد الهندي للعلوم والتربية والبحث العلمي (IISER)، ومركز دراسات التنمية والمركز الدولي للبرمجيات الحرة ومفتوحة المصدر (ICFOSS) والمختبر الإقليمي للأبحاث ومركز دراسات علوم الأرض ومركز راجيف غاندي للتكنولوجيا الحيوية ومعهد سري تشيترا ثيرونال للعلوم والتكنولوجيا الطبية. وتُعتبر أيضًا واحدة من بين أكثر 10 مدن خضرة في الهند. جاءت ثيروفانانثابورام في المرتبة الأولى كأفضل مدينة في ولاية كيرالا للعيش فيها وفقًا للمسح الذي أجرته Times of India